# Łukasz Żygadło
Łukasz Żygadło (* 2. August 1979 in Sulechów) ist ein polnischer Volleyballspieler.

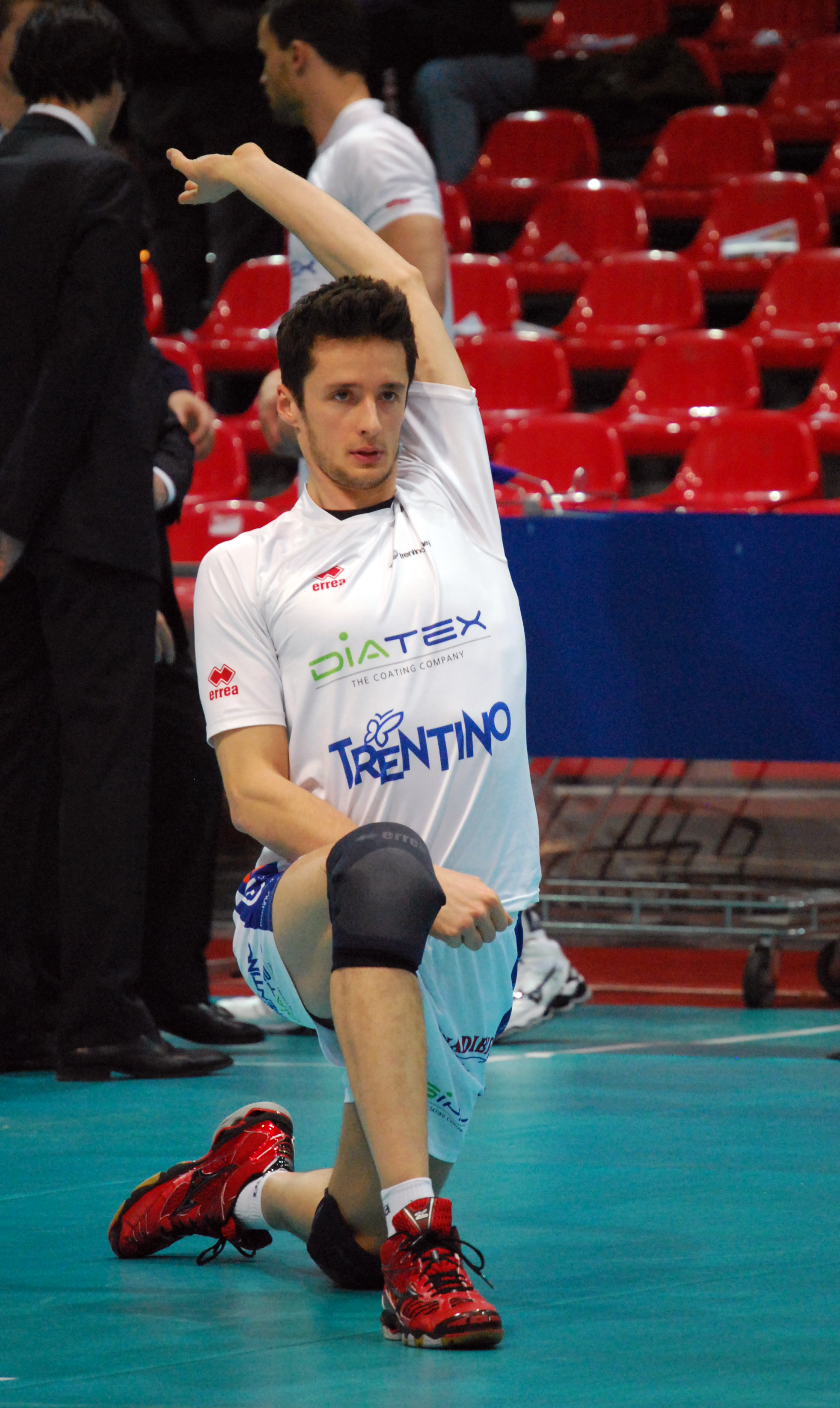
2011 in Piacenza

## Karriere
Żygadło begann seine Karriere 1990 in seiner Heimatstadt bei Orion Sulechów. In der Saison 1994/95 spielte er in der zweiten Mannschaft von AZS Częstochowa, ehe er zu SMS Rzeszów wechselte. Mit den polnischen Junioren belegte er 1995 und 1996 jeweils den dritten Platz bei der Europameisterschaft. 1997 kehrte er nach Częstochowa zurück und spielte dort in der Erstliga-Mannschaft. Gleich in der ersten Saison wurde er Pokalsieger und 1999 polnischer Meister. Nach dem zweiten Platz in der Liga 2001 ging er für ein Jahr zu Czarni Radom. 2002 debütierte der Zuspieler in der A-Nationalmannschaft. In der folgenden Saison war er bei Skra Bełchatów aktiv und 2004 gewann er mit Energia Sosnowiec den nationalen Pokal. Danach ging er ins Ausland und spielte zuerst beim griechischen Erstligisten Panathinaikos Athen, bevor er in die Türkei zu Halkbank Ankara wechselte. 2006 erreichte Żygadło mit der Nationalmannschaft das Endspiel der Weltmeisterschaft gegen Brasilien. Anschließend spielte er in Russland bei Dinamo Kaliningrad. 2007 kehrte er für eine Saison in die Heimat zurück und stand bei Zaksa Kędzierzyn-Koźle unter Vertrag. Ein Jahr später wurde er von seinem heutigen Verein Itas Diatec Trentino verpflichtet. Mit dem italienischen Team wurde er 2009 Vizemeister und gewann die Champions League. 2010 gelang Trentino der nationale Pokalsieg sowie die Titelverteidigung in der Champions League. Im nächsten Jahr folgten schließlich der Meistertitel und der dritte Sieg in der Champions League. Die Polen erreichten mit Żygadło 2011 jeweils den dritten Rang in der Weltliga und bei der Europameisterschaft. 2012 wurde der Zuspieler italienischer Pokalsieger. Mit der Nationalmannschaft nahm er an den Olympischen Spielen in London teil.

## Soziales Engagement
Żygadło unterstützt mit seinen Einkünften aus dem Sport seit vielen Jahren die Fundacja Iskierka, eine polnische Stiftung, die sich um schwerkranke Kinder kümmert. Er widmete der Einrichtung seine Silbermedaille der WM 2006. Mit den Fans in Trentino hat er außerdem das Projekt La forza della squadra gegründet, bei dem Trikots und andere Ausrüstungsgegenstände bekannter Sportler für einen guten Zweck versteigert werden.

### Volleyball
- Łukasz Żygadło in der Datenbank von Olympedia.org (englisch)
- Persönliche Website (englisch, polnisch)
- Profil bei der FIVB (englisch)
- Profil bei Itas Diatec Trentino (italienisch)
- Profil bei legavolley.it (italienisch)

### Soziale Projekte
- Fundacja Iskierka (polnisch, englisch)

| Personendaten    | Personendaten                |
| ---------------- | ---------------------------- |
| NAME             | Żygadło, Łukasz              |
| KURZBESCHREIBUNG | polnischer Volleyballspieler |
| GEBURTSDATUM     | 2. August 1979               |
| GEBURTSORT       | Sulechów                     |